# Йецира (каббала)
Йецира, также Иецира или Олам Иецира (ивр. עולם היצירה‎, «мир создания»; «мир образования форм»), — третий из четырёх духовных миров (Ацилот, Брия, Йецира и Асия), существование которых принимается каббалой на основании Книги пророка Исаии (Ис. 43:7). Все четыре мира населены различными духами и ангелами. Как и Ацилот (мир эманации) и Брия (мир творческих идей и живущих ими чистых духов), это мир чисто духовной субстанции без малейшей примеси материи.
В противоположность миру Ацилот, составляющему область сфирот, Йецира — часть трёх миров (вместе с Брия и Асия), носящих общее название «Пируд» («עולם הפירוד» — мир разделения). Здесь мир «создания» (иецира) — область душ или живых существ. Три мира не разделены между собой внешним образом, а как бы включены друг в друга, подобно концентрическим кругам. Низшие миры реализуют то, что более идеально содержится в высших, а существа и предметы высших миров, воспринимая из первого источника божественные влияния, передают их низшим, служа таким образом каналами или «сосудами» (келим) благодати. Всему, что заключается в более низком мире, можно найти параллель в прообразе, в мире более высоком по своей степени. Человек принадлежит одновременно ко всем мирам.
Согласно небольшому сочинению «Маsechet Aziloth» («Трактат об эманации»), мир Йецира населяют «святые твари» (Chajoth; хайот), которые упоминаются в видении Иезекиила, и десять разрядов ангелов; этот мир находится под управлением Метатрона (Митатрона). Солнечный ангел Метатрон — высший посредник между Богом и вселенной; иногда он отождествляется с архангелом Михаилом, а иногда с Мессией.
Каббалисты Моше Кордоверо и Ицхак Лурия (XVI век) учили, что мир Иецира (мир образования) — это десять разрядов ангелов.
В теософии Блаватской именуется Ангелическим миром или Малахайа, определяется как обитель всех правящих гениев (то есть ангелов), управляющих и руководящих планетами, мирами и сферами.